# Nicolás Bonanno
Nicolás Bonanno (18 de noviembre de 1991) es un jugador de balonmano argentino que juega de lateral izquierdo en el BM Nava de la Liga Asobal. Es internacional con la selección de balonmano de Argentina desde 2018.

## Palmarés internacional
| Juegos Panamericanos                      | Juegos Panamericanos | Juegos Panamericanos | Juegos Panamericanos |
| Año                                       | Lugar                | Medalla              |                      |
| ----------------------------------------- | -------------------- | -------------------- | -------------------- |
| 2019                                      | Lima                 | Medalla de oro       |                      |
| 2023                                      | Santiago de Chile    | Medalla de oro       |                      |
| Campeonato Panamericano                   |                      |                      |                      |
| Año                                       | Lugar                | Medalla              |                      |
| 2018                                      | Groenlandia          | Medalla de oro       |                      |
| Campeonato Sudamericano y Centroamericano |                      |                      |                      |
| Año                                       | Lugar                | Medalla              |                      |
| 2020                                      | Brasil               | Medalla de oro       |                      |
| 2022                                      | Brasil               | Medalla de plata     |                      |
| 2024                                      | Buenos Aires         | Medalla de plata     |                      |
| Juegos Suramericanos                      |                      |                      |                      |
| Año                                       | Lugar                | Medalla              |                      |
| 2018                                      | Cochabamba           | Medalla de plata     |                      |
| 2022                                      | Asunción             | Medalla de oro       |                      |

## Clubes
- A.U.X.H. Merlo (-2013)
- Polvorines (2013-2016)
- BM Huesca (2016-2019)[2]
- BM Granollers (2019-2020)
- Bidasoa Irún (2020-2021)
- Helvetia Anaitasuna (2021-2024)[3]
- BM Nava (2024-Act.)